# Kisecset, Nógrád
Kisecset  este un sat în districtul Rétság, județul Nógrád, Ungaria, având o populație de 171 de locuitori (2011). 

## Demografie
Componența etnică a satului Kisecset
     Maghiari (95,48%)
     Romi (4,52%)
Componența confesională a satului Kisecset
     Romano-catolici (65,5%)
     Fără religie (5,85%)
     Luterani (2,92%)
     Reformați (1,75%)
     Necunoscută (23,98%)
Conform recensământului din 2011, satul Kisecset avea 171 de locuitori. Din punct de vedere etnic, majoritatea locuitorilor (95,48%) erau maghiari, cu o minoritate de romi (4,52%).  Din punct de vedere confesional, majoritatea locuitorilor (65,5%) erau romano-catolici, existând și minorități de persoane fără religie (5,85%), luterani (2,92%) și reformați (1,75%). Pentru 23,98% din locuitori nu este cunoscută apartenența confesională.